# Thelypteris
Thelypteris ist eine Pflanzengattung in der Familie der Sumpffarngewächse (Thelypteridaceae). Die früher bis zu etwa 875 Arten, je nachdem wie eng man die Arten definiert, kommen weltweit in den gemäßigten bis tropischen Gebieten vor. Es gibt nur noch zwei oder drei Arten in der Gattung Thelypteris s. str., die fast weltweit vorkommen.

## Beschreibung

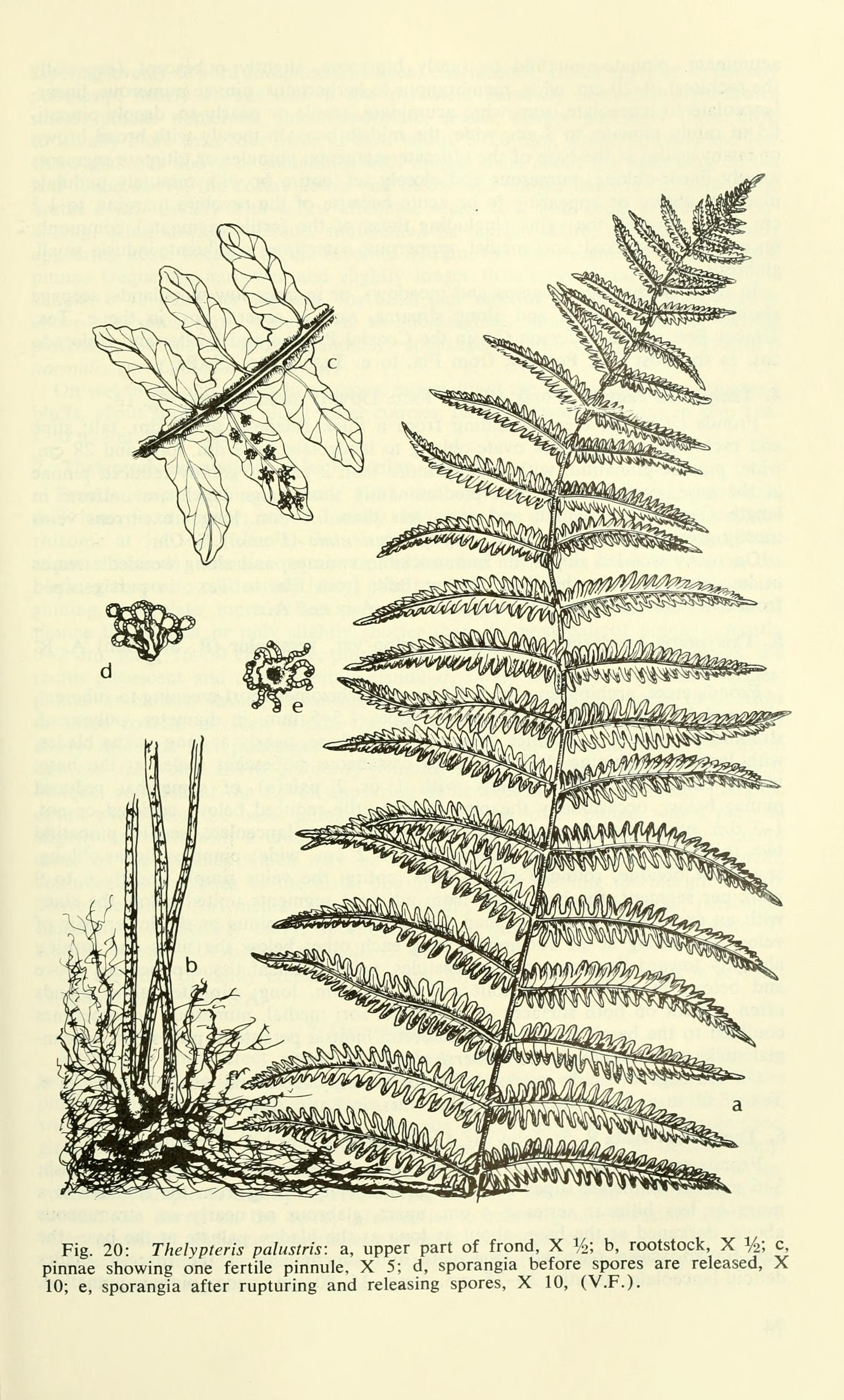
Illustration aus Aquatic and wetland plants of southwestern United States, 1972 von Thelypteris confluens

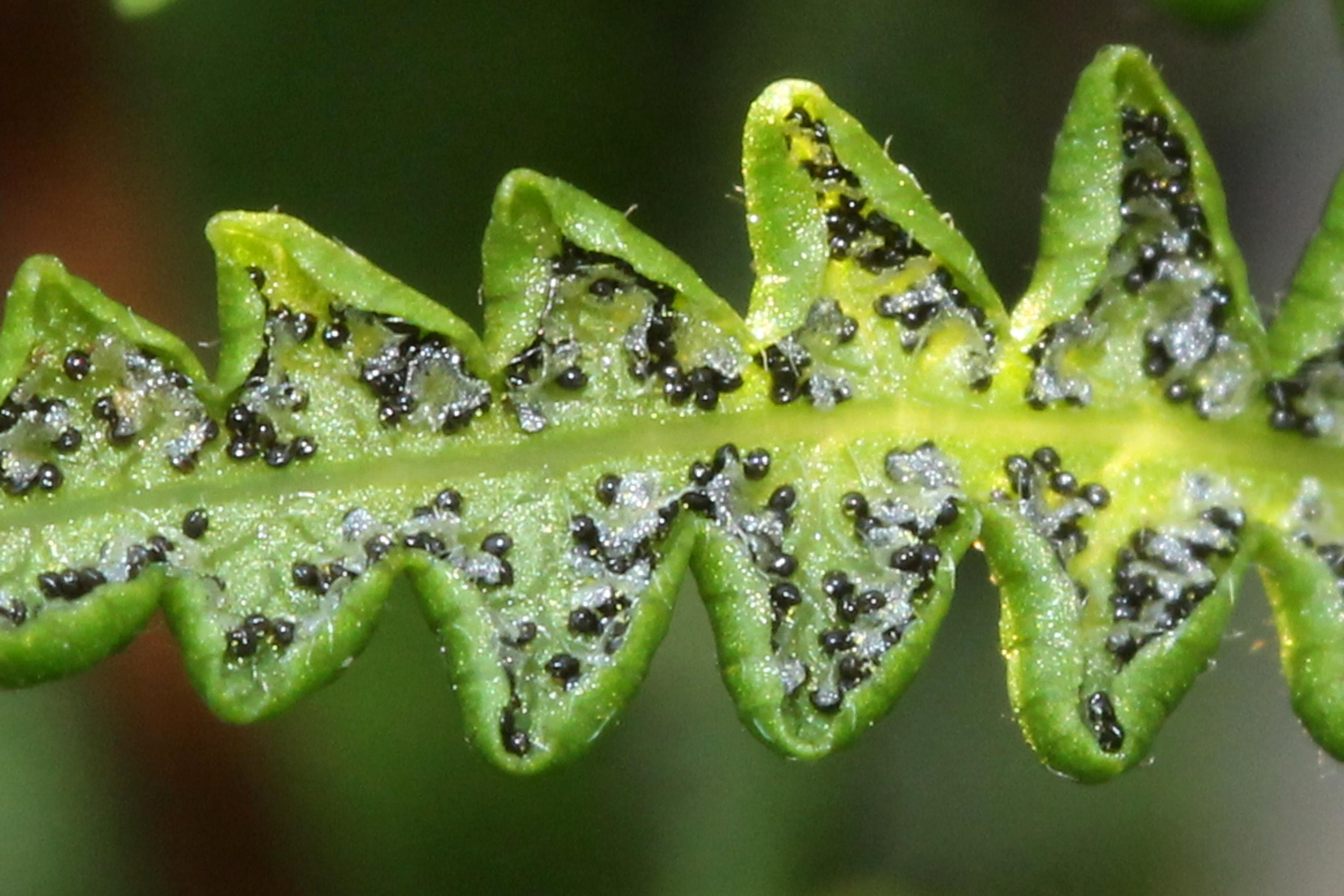
Sumpffarn (Thelypteris palustris), Unterseite fertiler Fiedern

Thelypteris-Arten sind kleine bis mittelgroße ausdauernde krautige Pflanzen. Sie wachsen terrestrisch. Sie bilden ein aufrechtes, niederliegendes oder selten kriechendes, schwarzes Rhizom, welches bis zu 30 Zentimeter lang werden kann und mit braunen eiförmig bis lanzettförmigen Schuppen, manchmal auch mit nadelförmigen Haaren bedeckt ist.
An den Enden der Rhizome stehen getrennt voneinander oder nah beieinander stehend die Wedel. Die Wedelstiele sind an der Basis fast vollständig schwarz gefärbt und leicht nadelig behaart, während der obere Teil unbehaart und strohgelb gefärbt ist. Die einfach gefiederten bis fiederschnittigen, selten auch zweifach gefiederten Wedel sind meist länglich-lanzettlich, können zur Basis hin schmal zulaufen und enthalten Paare an krautigen bis ledrigen Fiederblättchen. Die meist lanzettlichen, kurz gestielten oder ungestielten Fiederblättchen haben ganze oder gekerbte Ränder, eine abgestutzte Basis, eine spitz oder zugespitzt zulaufende, meist reduzierte Spitze und sind fiederschnittig. Das oberste Fiederblättchen sowie die untersten Fiederblattpärchen der Wedel können reduziert sein. Die Lappen der Fiederblättchen sind eiförmig-dreieckig oder länglich geformt und haben spitze Spitzen. Die jungen Fiederblättchen sind sowohl auf der Ober- als auch auf der Unterseite spärlich mit nadelartigen Haaren besetzt, verkahlen jedoch mit zunehmendem Alter. Sie können an der Blattbasis leicht angeschwollene Aerophoren aufweisen. Die Mittelader kann manchmal einige kleine Schuppen aufweisen. Die freien oder anastomosierenden Blattadern sind einfach oder fiederig verzweigt und reichen bis an die Ränder der Fiederblättchen.
Die runden, rechteckigen oder länglichen Sori stehen zwischen in einer Reihen zwischen dem Blattrand und der Blattmittelader und werden meist mehr oder weniger von einem zurückgebogenen Blattrand verdeckt. Sie werden anfangs von einem kreis- bis nierenförmigen, membranartigen Indusium bedeckt, welches grünlich gefärbt ist und bei ausgewachsenen Soris fehlen oder verdeckt sein kann. Die Sporangien haben einen dreireihigen Stiel und sind kahl oder weisen ein oder zwei kurze Borstenhaare auf. Die Sporen sind monolet, nierenförmig geformt und weisen Flügel sowie ein durchsichtiges, stachelig behaartes Perispor sowie ein glattes Exospor auf.
Es sind mehrere Chromosomengrundzahl bekannt, welche x = 27, 29, 31, 32, 33, 34, 35 sowie 36 betragen können.

## Systematik und Verbreitung

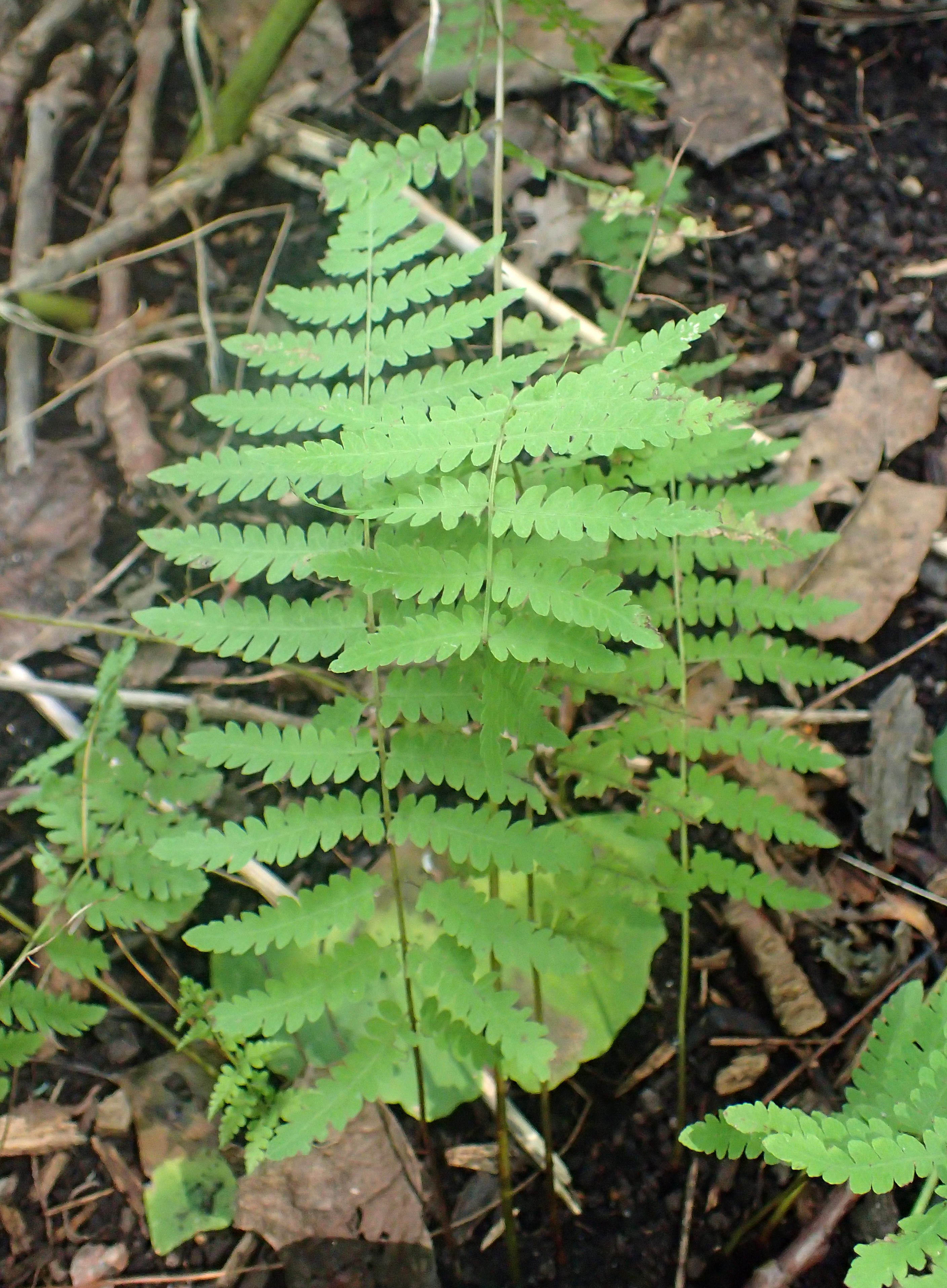
Habitus von Thelypteris confluens

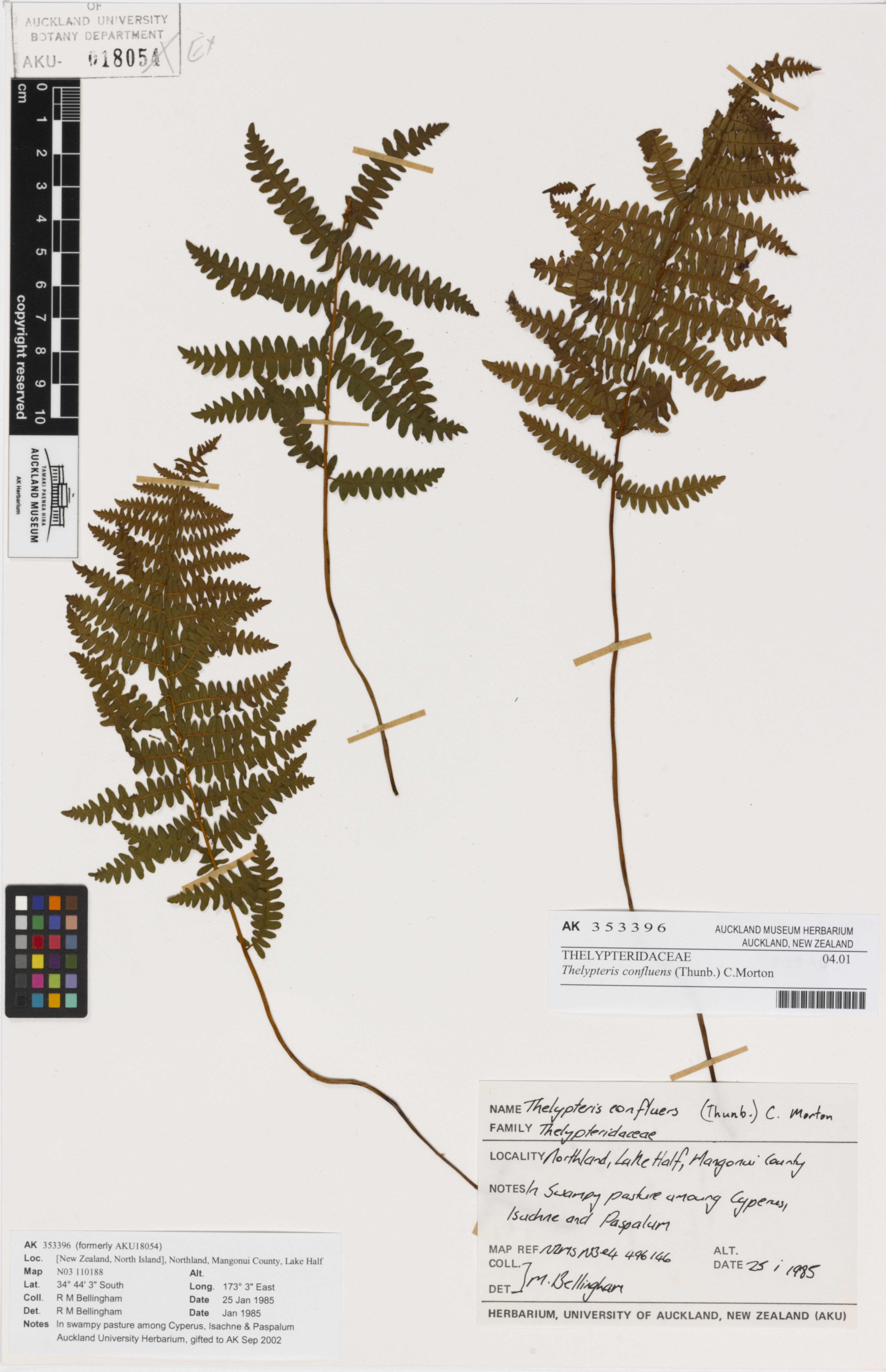
Herbarbeleg von Thelypteris confluens

Die Gattung Thelypteris wurde im Jahr 1763 durch Kasimir Christoph Schmidel in Icones Plantarum, Band 3, Seiten 45–48 aufgestellt. Die Typusart ist Thelypteris palustris Schott.
Das natürliche Verbreitungsgebiet der Thelypteris-Arten reicht von den gemäßigten bis tropischen Gebieten der Erde.
Synonyme für Thelypteris Schmidel s. l. waren: Amauropelta Kunze, Ampelopteris Kunze, Amphineuron Holttum, Chingia Holttum, Christella H.Lév., Coryphopteris Holttum, Cyclogramma Tagawa, Cyclosorus Link, Dictyocline T.Moore, Dimorphopteris Tagawa & K.Iwats. ex K.Iwats., Glaphyropteridopsis Ching, Glaphyropteris (Fée) C.Presl ex Fée, Goniopteris C.Presl, Haplodictyum C.Presl, Hemestheum Newman, Lastrea Bory, Lastrella (H.Itô) Nakai, Meniscium Schreb., Menisorus Alston, Mesochlaena (R.Br.) J.Sm., Mesoneuron Ching, Mesophlebion Holttum, Metathelypteris (H.Itô) Ching, Monogonia C.Presl, Nannothelypteris Holttum, Oochlamys Fée, Oreopteris Holub, Parathelypteris  (H.Itô) Ching, Plesioneuron (Holttum) Holttum, Pneumatopteris Nakai, Proferea C.Presl, Pronephrium C.Presl, Pseudocyclosorus Ching, Pseudophegopteris Ching, Sphaerostephanos J.Sm., Stegnogramma Blume, Steiropteris (C.Chr.) Pic.Serm., Toppingia O.Deg., I.Deg. & A.R.Sm. ex O.Deg. & I.Deg. sowie Trigonospora Holttum. Einige dieser Synonyme werden von manchen Autoren weiterhin oder wieder als eigenständige Gattungen oder als Untergattungen von Thelypteris angesehen.
Bei manchen Autoren sind es nur noch zwei oder drei Arten in der Gattung Thelypteris s. str., deren einziges Synonym Asterochlaena C.Chr. ist:
- Thelypteris confluens (Thunb.) C.V.Morton (Syn.: Thelypteris cabrerae (Weath.) Abbiatti,  Thelypteris cyclolepis (C.Chr. & Tardieu) Tagawa, Thelypteris fairbankii (Bedd.) Y.X.Lin, K.Iwats. & M.G.Gilbert,[3] Thelypteris palustris var. squamigera (Schltdl.) Weath., Thelypteris squamigera (Schltdl.) Ching, Thelypteris thelypteroides subsp. squamigera (Schltdl.) Soó)[2] Sie ist in Äthiopien, Kenia, Nigeria, Brazzaville, in der Demokratischen Republik Kongo, im Sudan, in Uganda, Ruanda, Burundi, Tansania, Malawi, Angola, Sambia, Mosambik, Simbabwe, Namibia, Botswana, Lesotho, Eswatini, in weiten Teilen Südafrikas, Madagaskar, in den australischen Bundesstaaten südöstliches Queensland sowie nordöstliches Victoria, auf der Nordinsel Neuseelands, im südlichen Indien (Tamil Nadu und vielleicht Odisha), in Sri Lanka, Myanmar, im nördlichen Thailand, Laos, Vietnam, im nördlichen Sumatra, in Irian Jaya, Papua-Neuguinea, in den argentinischen Provinzen Buenos Aires sowie Chaco und im südlichen Yunnan weitverbreitet.[2]
- Thelypteris krayanensis K.Iwats. & M.Kato: Dieser Endemit kommt nur in Kalimantan vor. Die Stellung innerhalb der Verwandtschaftsgruppe ist unklar.
- Sumpffarn (Thelypteris palustris  Schott): Es gibt zwei Unterarten:[2]
  - Thelypteris palustris  Schott subsp. palustris (Syn.: Tectaria pterioides Lag., Garcia & Clem., Thelypteris thelypterioides subsp. glabra Holub, Thelypteris thelypteris (L.) Nieuwl.)[2] Sie ist in Deutschland, Österreich, in der Schweiz, in Italien, Frankreich, auf Korsika, in Belgien, in den Niederlanden, in England, Wales, Schottland, Nordirland, Irland, Bulgarien, Tschechien, in der Slowakei, in Dänemark, Schweden, Norwegen, Finnland, Griechenland, Albanien, Ungarn, Bosnien und Herzegowina, Montenegro, Kroatien, Nordmazedonien, Serbien, Kosovo, Slowenien, Portugal, Spanien, Polen, Rumänien, Anatolien, Israel, Palästina, Irak, Iran, Europäischer Teil Russlands, Estland, Lettland, Litauen, Belarus, Ukraine, Krim, Nordkaukasus, Georgien, Armenien, Aserbaidschan, Algerien, Marokko, Sudan, die indischen Provinzen Himachal Pradesh, Jammu sowie Kaschmir, Kasachstan, Kirgisistan, Usbekistan, Tadschikistan, Sibirien, China (Hebei, Heilongjiang, Henan, Jilin, Nei Mongol, Shandong, Sichuan, Xinjiang),[3] Nordkorea, Südkorea und Japan weitverbreitet.[2]
  - Thelypteris palustris  subsp. pubescens (G.Lawson) Fraser-Jenk (Syn.: Thelypteris confluens var. pubescens (G.Lawson) J.S.Pringle, Thelypteris palustris var. haleana Fernald, Thelypteris palustris var. pubescens (G.Lawson) Fernald) Sie ist in den USA (Alabama, Arkansas, Connecticut, District of Columbia, Delaware, Florida, Georgia, Iowa, Illinois, Indiana, Kansas, Kentucky, Louisiana, Massachusetts, Maryland, Maine, Michigan, Minnesota, Missouri, Mississippi, North Carolina, North Dakota, Nebraska, New Hampshire, New Jersey, New York, Ohio, Oklahoma, Pennsylvania, Rhode Island, South Carolina, South Dakota, Tennessee, Texas, Virginia, Vermont, Wisconsin, West Virginia) in Kanada (Manitoba, New Brunswick, Neufundland, Nova Scotia, Ontario, Prince Edward Inseln, Québec, Saskatchewan), Saint-Pierre und Miquelon, auf den Bermudas, in Mexico (Ciudad de Mexico, Michoacan), in Kuba, Japan, China (nördlichen Jiangsu, Heilongjiang, Jilin, Shandong) und vielleicht Russlands Fernem Osten oder Peru weitverbreitet.[2]

- Thelypteris abbiattii C.F.Reed[7]
- Thelypteris augescens (Link) Munz & I.M.Johnst.: Sie kommt in Florida, im südlichen Mexiko, auf den Bahamas, in Kuba und Guatemala vor.[1]
- Thelypteris balbisii (Spreng.) Ching[8]
- Thelypteris basisceletica C.Sánchez, Caluff & O.Alvarez[8]
- Thelypteris biolleyi (H.Christ) Proctor[7]
- Thelypteris burksiorum J.E.Watkins & Farrar[9]
- Thelypteris crassipila Caluff & C.Sánchez[10]
- Thelypteris cordata (Fée) Proctor[10]
- Thelypteris cuneata (C.Chr.) C.F.Reed[7]
- Thelypteris cutiataensis (Brade) Salino[7]
- Thelypteris decursive-pinnata (H.C. Hall) Ching: Sie kommt in Indien, Thailand, Vietnam, Japan, Taiwan und Korea vor.[11]
- Thelypteris dentata (Forssk.) E.P.St.John (Syn.: Cyclosorus dentatus (Forssk.) Ching): Sie kommt ursprünglich in Afrika und im tropischen und subtropischen Asien vor.[1] Sie ist ein Neophyt in Florida, Georgia, Alabama, Kentucky, Louisiana, im südlichen Mexiko, auf den Antillen und in Südamerika.[1] Nach Euro+Med kommt die Art ursprünglich nur in Madeira, den Kanarischen Inseln, in Spanien und in Kreta vor.[12]
- Thelypteris dissimulans (Maxon & C.Chr. ex C.Chr.) C.F.Reed[10]
- Thelypteris fasciculata Ching[6]
- Thelypteris grandis A.R.Sm.: Sie kommt in vier Varietäten in Nord-, Mittel- und Südamerika und auf den Großen Antillen vor.[1]
- Thelypteris globulifera (Brack.) C.F.Reed [4]
- Thelypteris hispidula (Decne.) C.F.Reed: Sie kommt in vier Varietäten in den Tropen und Subtropen Asiens, Afrikas und Amerikas vor.[1]
- Thelypteris iguapensis (C.Chr.) Salino[7]
- Thelypteris inabonensis Proctor: Sie kommt in Puerto Rico vor.[11]
- Thelypteris interrupta (Willd.) K.Iwats.: Sie kommt in den Tropen und Subtropen Asiens, Afrikas und Amerikas vor.[1]
- Thelypteris jamesonii (Hook.) R.M.Tryon[7]
- Thelypteris jarucoensis Maxon ex Caluff & C.Sánchez[10]
- Thelypteris kunthii (Desv.) C.V.Morton: Sie kommt in den Vereinigten Staaten, im südlichen Mexiko, von Guatemala bis Costa Rica, in Kolumbien, Venezuela, Brasilien, in Puerto Rico und auf den Bahamas vor.[11]
- Thelypteris leonina Maxon ex Caluff & C.Sánchez[10]
- Thelypteris leptocladia (Fée) Proctor[10]
- Thelypteris littoralis Salino[7]
- Thelypteris lugubris (Kunze ex Mett.) R.M.Tryon & A.F.Tryon[7]
- Thelypteris marquesensis Lorence & K.R.Wood[6]
- Thelypteris micula A.R.Sm.[7]
- Thelypteris minutissima Caluff & C.Sánchez[10]
- Thelypteris montana Salino[7]
- Thelypteris monosora (C.Presl) Salino[7]
- Thelypteris multigemmifera Salino[7]
- Thelypteris nevadensis (Baker) Clute ex C.V.Morton: Sie kommt in British Columbia, in Washington, Oregon und in Kalifornien vor.[1]
- Thelypteris noveboracensis (L.) Nieuwl.: Sie kommt im östlichen Kanada und in den östlichen und zentralen Vereinigten Staaten vor.[1][11]
- Thelypteris obliterata (Sw.) Proctor[10]
- Thelypteris oligophlebia (Baker) Ching: Sie kommt in Japan und Korea vor.[11]
- Thelypteris ovata R.P.St.John: Sie kommt in zwei Varietäten in Nordamerika, in Zentralamerika und auf Karibischen Inseln vor.[1]
- Thelypteris paranaensis Salino[7]
- Thelypteris patens (Sw.) Small: Sie kommt in drei Varietäten in Nord-, Zentral- und Südamerika und auf den Antillen vor.[1]
- Thelypteris pellita (Willd.) Proctor & Lourteig[10]
- Thelypteris piedrensis (C.Chr.) C.V.Morton[8]
- Thelypteris pilosa (M.Martens & Galeotti) Crawford: Sie kommt in zwei Varietäten in Alabama, Mexiko, Guatemala und Honduras vor.[11]
- Thelypteris pozoi (Lag.) C.V.Morton (Syn.: Cyclosorus pozoi (Lag.) C.M. Kuo)[9]: Sie kommt in Europa auf den Azoren, in Madeira, in Spanien und in Frankreich vor.[12]
- Thelypteris puberula (Baker) C.V.Morton: Sie kommt in zwei Varietäten in Nord- und Zentralamerika vor.[1]
- Thelypteris quaylei (E.D.Br.) Ching[6]
- Thelypteris reptans C.V.Morton: Sie kommt in Florida, vom südlichen Mexiko bis Guatemala, auf Karibischen Inseln und im nördlichen Venezuela vor.[1]
- Thelypteris resinifera (Desv.) Proctor: Sie kommt in Florida, in Mexiko, auf den Großen Antillen, in Mittelamerika und im nordwestlichen Südamerika vor.[1]
- Thelypteris reticulata (L.) Proctor: Sie kommt in Florida, im südlichen Mexiko, auf den Antillen, in Kolumbien und im nördlichen Venezuela vor.[1]
- Thelypteris retroflexa (L.) Proctor & Lourteig[10]
- Thelypteris riograndensis (Lindman) C.F.Reed[7]
- Thelypteris sagittata (Sw.) Proctor[10]
- Thelypteris sancta (L.) Ching[8]
- Thelypteris scabra (C.Presl) Lellinger[7]
- Thelypteris scalpturoides (Fée) C.F.Reed[8]
- Thelypteris schwackeana (H.Christ in C.Chr.) Salino[7]
- Thelypteris sclerophylla (Poepp. ex Spreng.) C.V.Morton: Sie kommt in Florida und auf den Großen Antillen vor.[1]
- Thelypteris semirii Salino & Melo[7]
- Thelypteris serrata (Cav.) Alston: Sie kommt in Florida, im südlichen Mexiko, auf den Antillen, in Mittelamerika und in Südamerika bis zum nördlichen Argentinien vor.[1]
- Thelypteris shaferi (Maxon & C.Chr.) Duek[8]
- Thelypteris simulata (Davenp.) Nieuwl.: Sie kommt in Kanada und in den Vereinigten Staaten vor.[1]
- Thelypteris soridepressa Salino & V.Dittrich[7]
- Thelypteris stierii (Rosent.) C.F.Reed[7]
- Thelypteris tetragona (Sw.) Small: Sie kommt in Florida, in Mexiko, auf den Antillen, in Zentralamerika bis Panama und im nördlichen Südamerika vor.[1]
- Thelypteris truncata (Poir.) K.Iwats.: Sie kommt in Taiwan, auf den Ryukyu-Inseln, in Indien, Sri Lanka, Indonesien und Malaysia vor.[11]
- Thelypteris verecunda Proctor: Dieser Endemit kommt nur in Puerto Rico vor.[11]
- Thelypteris vivipara (Raddi) C.F.Reed[7]
- Thelypteris yaucoensis Proctor: Dieser Endemit kommt nur in Puerto Rico vor.[11]

Nicht mehr zur Gattung Thelypteris sondern zur Gattung Phegopteris (C.Presl) Fée, die etwa 20 Arten enthält, wird gestellt:
- Buchenfarn (Thelypteris phegopteris (L.) Sloss.) → Phegopteris connectilis (Michx.) Watt

Drei Arten wurden in die Gattung Oreopteris Holub (Syn.: Lastrea Bory, Thelypteris subgen. Lastrea (Hook.) Alston, Nephrodium subgen. Lastrea Hook.) gestellt:
- Oreopteris elwesii (Baker ex Hook. & Baker) Holttum
- Bergfarn (Oreopteris limbosperma (All.) Holub, Syn.: Thelypteris limbosperma (All.) H.P.Fuchs, Dryopteris montana (Vogler) Kuntze): Er ist in Europa weitverbreitet und kommt auch in Georgien, auf den Azoren und in Madeira vor.[11]
- Oreopteris quelpartensis (Christ) Holub (Syn.: Thelypteris quelpaertensis (Christ) Ching[1]): Es gibt zwei Varietäten:
  - Oreopteris quelpartensis (Christ) Holub var. quelpartensis
  - Oreopteris quelpartensis var. yakumontana (Masam.) Nakaike

Einige Arten, die zu dieser Gattung gestellt wurden, gehören zur Gattung Goniopteris (C.Presl) Duek. (Syn.: Thelypteris subg. Goniopteris C.Presl), die etwa 120 Arten enthält:
- Thelypteris beleriandica Christenh. → Goniopteris bradei Salino[15]
- Thelypteris glandulosa (Desv.) Proctor → Goniopteris abbreviata C.Presl
- Thelypteris gimlii Christenh. → Goniopteris subdimorpha Salino[14]
- Thelypteris salinoi (I.O.Moura & L.C.Moura) Christenh. → Goniopteris salinoi I.O.Moura & L.C.Moura[15]
- Thelypteris seidleri (Salino) Christenh. → Goniopteris seidleri Salino[14]
- Thelypteris smithii (Salino) Christenh. → Goniopteris smithii Salino[14]
- Thelypteris tuxtlensis T.Krömer, A.Acebey & A.R.Sm.[16] → Goniopteris tuxtlensis (T.Krömer, Acebey & A.R.Sm.) Salino & T.E.Almeida
- Thelypteris windischii (Salino) Christenh. → Goniopteris windischii Salino[14]

- Thelypteris achalensis (Hieron.) Abbiatti → Amauropelta achalensis (Hieron.) Salino & T.E.Almeida[13]
- Thelypteris aculeata A.R.Sm. → Amauropelta aculeata (A.R.Sm.) Salino & T.E.Almeida[13]
- Thelypteris acunae C.Sánchez & Zavaro → Amauropelta acunae (C.Sánchez & Zavaro) Salino & T.E.Almeida[13]
- Thelypteris aliena (C.Chr.) Greuter & R.Rankin → Amauropelta aliena (C.Chr.) Salino & T.E.Almeida[13]
- Thelypteris altitudinis Ponce → Amauropelta altitudinis (Ponce) Salino & T.E.Almeida[13]
- Thelypteris amambayensis Ponce → Amauropelta amambayensis (Ponce) Salino & T.E.Almeida[13]
- Thelypteris amphioxypteris (Sodiro) A.R.Sm. → Amauropelta amphioxypteris (Sodiro) Salino & T.E.Almeida[13]
- Thelypteris andicola A.R.Sm. → Amauropelta andicola (A.R.Sm.) Salino & T.E.Almeida[13]
- Thelypteris appressa A.R.Sm. → Amauropelta appressa (A.R.Sm.) Salino & T.E.Almeida[13]
- Thelypteris araucariensis Ponce → Amauropelta araucariensis (Ponce) Salino & T.E.Almeida[13]
- Thelypteris arborea (Brause) A.R.Sm. → Amauropelta arborea (Brause) A.R.Sm.[13]
- Thelypteris arenosa A.R.Sm. → Amauropelta arenosa (A.R.Sm.) A.R.Sm.[13]
- Thelypteris argentina (Hieron.) Abbiatti → Amauropelta argentina (Hieron.) Salino & T.E.Almeida[13]
- Thelypteris arrecta A.R.Sm. → Amauropelta arrecta (A.R.Sm.) Salino & T.E.Almeida[13]
- Thelypteris atrorubens (Mett. ex Kuhn) A.R.Sm. → Amauropelta atrorubens (Mett. ex Kuhn) Salino & T.E.Almeida[13]
- Thelypteris atrovirens (C.Chr.) C.F.Reed → Amauropelta atrovirens (C.Chr.) Salino & T.E.Almeida[13]
- Thelypteris aymarae A.R.Sm. & M.Kessler → Amauropelta aymarae (A.R.Sm. & M.Kessler) Salino & T.E.Almeida[13]
- Thelypteris balbisii (Spreng.) Ching → Amauropelta balbisii (Spreng.) A.R.Sm.[13]
- Thelypteris barvae A.R.Sm. → Amauropelta barvae (A.R.Sm.) Salino & T.E.Almeida[13]
- Thelypteris basisceletica C.Sánchez, Caluff & O.Alvarez → Amauropelta basisceletica (C.Sánchez, Caluff & O.Alvarez) Salino & T.E.Almeida[13]
- Thelypteris binervata A.R.Sm. → Amauropelta binervata (A.R.Sm.) A.R.Sm.[13]
- Thelypteris bonapartii (Rosenst.) Alston → Amauropelta bonapartii (Rosenst.) Salino & T.E.Almeida[13]
- Thelypteris brachypoda (Baker) C.V.Morton → Amauropelta brachypoda (Baker) A.R.Sm.[13]
- Thelypteris brachypus (Sodiro) R.M.Tryon & A.F.Tryon → Amauropelta brachypus (Sodiro) Salino & T.E.Almeida[13]
- Thelypteris brausei (Hieron.) Alston → Amauropelta brausei (Hieron.) A.R.Sm.[13]
- Thelypteris burkartii Abbiatti → Amauropelta burkartii (Abbiatti) Salino & T.E.Almeida[13]
- Thelypteris campii A.R.Sm. → Amauropelta campii (A.R.Sm.) Salino & T.E.Almeida[13]
- Thelypteris canadasii (Sodiro) Alston → Amauropelta canadasii (Sodiro) Salino & T.E.Almeida[13]
- Thelypetris caucaensis (Hieron.) Alston → Amauropelta caucaensis (Hieron.) A.R.Sm.[13]
- Thelypteris chaparensis A.R.Sm. & M.Kessler → Amauropelta chaparensis (A.R.Sm. & M.Kessler) Salino & T.E.Almeida[13]
- Thelypteris chiriquiana A.R.Sm. → Amauropelta chiriquiana (A.R.Sm.) Salino & T.E.Almeida[13]
- Thelypteris christensenii (Christ ex C.Chr.) C.F.Reed → Amauropelta christensenii (Christ ex C.Chr.) Salino & T.E.Almeida[13]
- Thelypteris cinerea (Sodiro) A.R.Sm. → Amauropelta cinerea (Sodiro) A.R.Sm.[13]
- Thelypteris cocos A.R.Sm. & Lellinger → Amauropelta cocos (A.R.Sm. & Lellinger) Salino & T.E.Almeida[13]
- Thelypteris comptula A.R.Sm. → Amauropelta comptula (A.R.Sm.) Salino & T.E.Almeida[13]
- Thelypteris conformis (Sodiro) A.R.Sm. → Amauropelta conformis (Sodiro) Salino & T.E.Almeida[13]
- Thelypteris consanguinea (Fée) Proctor → Amauropelta consanguinea (Fée) Salino & T.E.Almeida[13]
- Thelypteris cooleyi Proctor → Amauropelta cooleyi (Proctor) Salino & T.E.Almeida[13]
- Thelypteris corazonensis (Baker) A.R.Sm. → Amauropelta corazonensis (Baker) Salino & T.E.Almeida[13]
- Thelypteris cornuta (Maxon) Ching → Amauropelta cornuta (Maxon) Salino & T.E.Almeida[13]
- Thelypteris correllii A.R.Sm. → Amauropelta correllii (A.R.Sm.) Salino & T.E.Almeida[13]
- Thelypteris crassiuscula (C.Chr. & Maxon) Lellinger → Amauropelta crassiuscula (C.Chr. & Maxon) Salino & T.E.Almeida[13]
- Thelypteris ctenitoides A.R.Sm. → Amauropelta ctenitoides (A.R.Sm.) Salino & T.E.Almeida[13]
- Thelypteris decrescens Proctor → Amauropelta decrescens (Proctor) Salino & T.E.Almeida[13]
- Thelypteris decurtata (Link) de la Sota → Amauropelta decurtata (Link) Salino & T.E.Almeida[13]
- Thelypteris delasotae A.R.Sm. & Lellinger → Amauropelta delasotae (A.R.Sm. & Lellinger) Salino & T.E.Almeida[13]
- Thelypteris demissa A.R.Sm. → Amauropelta demissa (A.R.Sm.) Salino & T.E.Almeida[13]
- Thelypteris denudata C.Sánchez & Caluff → Amauropelta denudata (C.Sánchez & Caluff) Salino & T.E.Almeida[13]
- Thelypteris dodsonii A.R.Sm. → Amauropelta dodsonii (A.R.Sm.) Salino & T.E.Almeida[13]
- Thelypteris dudleyi A.R.Sm. → Amauropelta dudleyi (A.R.Sm.) Salino & T.E.Almeida[13]
- Thelypteris elegantula (Sodiro) Alston → Amauropelta elegantula (Sodiro) Salino & T.E.Almeida[13]
- Thelypteris enigmatica A.R.Sm. → Amauropelta enigmatica (A.R.Sm.) Salino & T.E.Almeida[13]
- Thelypteris eriosorus (Fée) Ponce → Amauropelta eriosorus (Fée) Salino & T.E.Almeida[13]
- Thelypteris euchlora (Sodiro) C.F.Reed → Amauropelta euchlora (Sodiro) A.R.Sm.[13]
- Thelypteris euthythrix A.R.Sm. → Amauropelta euthythrix (A.R.Sm.) Salino & T.E.Almeida[13]
- Thelypteris exuta A.R.Sm. → Amauropelta exuta (A.R.Sm.) Salino & T.E.Almeida[13]
- Thelypteris fasciola A.R.Sm. & M.Kessler → Amauropelta fasciola (A.R.Sm. & M.Kessler) Salino & T.E.Almeida[13]
- Thelypteris fayorum A.R.Sm. & M.Kessler → Amauropelta fayorum (A.R.Sm. & M.Kessler) Salino & T.E.Almeida[13]
- Thelypteris firma (Baker ex Jenman) Proctor → Amauropelta firma (Baker ex Jenman) Salino & T.E.Almeida[13]
- Thelypteris fluminalis A.R.Sm. → Amauropelta fluminalis (A.R.Sm.) Salino & T.E.Almeida[13]
- Thelypteris frigida (Christ) A.R.Sm. & Lellinger → Amauropelta frigida (Christ) A.R.Sm.[13]
- Thelypteris funckii (Mett.) Alston → Amauropelta funckii (Mett.) A.R.Sm.[13]
- Thelypteris furfuracea A.R.Sm. → Amauropelta furfuracea (A.R.Sm.) Salino & T.E.Almeida[13]
- Thelypteris furva (Maxon) R.M.Tryon → Amauropelta furva (Maxon) Salino & T.E.Almeida[13]
- Thelypteris germaniana (Fée) Proctor → Amauropelta germaniana (Fée) Salino & T.E.Almeida[13]
- Thelypteris glandulosolanosa (C.Chr.) R.M.Tryon → Amauropelta glandulosolanosa (C.Chr.) Salino & T.E.Almeida[13]
- Thelypteris glutinosa (C.Chr.) C.V.Morton → Amauropelta glutinosa (C.Chr.) Salino & T.E.Almeida[13]
- Thelypteris gomeziana A.R.Sm. & Lellinger → Amauropelta gomeziana (A.R.Sm. & Lellinger) Salino & T.E.Almeida[13]
- Thelypteris gracilenta (Jenman) Proctor → Amauropelta gracilenta (Jenman) Salino & T.E.Almeida[13]
- Thelypteris gracilis (Heward) Proctor → Amauropelta gracilis (Heward) A.R.Sm.[13]
- Thelypteris grayumii A.R.Sm. → Amauropelta grayumii (A.R.Sm.) Salino & T.E.Almeida[13]
- Thelypteris harrisii Proctor → Amauropelta harrisii (Proctor) Salino & T.E.Almeida[13]
- Thelypteris heineri (C.Chr.) C.F.Reed → Amauropelta heineri (C.Chr.) Salino & T.E.Almeida[13]
- Thelypteris hutchisonii A.R.Sm. → Amauropelta hutchisonii (A.R.Sm.) Salino & T.E.Almeida[13]
- Thelypteris hydrophila (Fée) Proctor → Amauropelta hydrophila (Fée) Salino & T.E.Almeida[13]
- Thelypteris illicita (Christ) C.F.Reed → Amauropelta illicita (Christ) Salino & T.E.Almeida[13]
- Thelypteris inabonensis Proctor → Amauropelta inabonensis (Proctor) Salino & T.E.Almeida[13]
- Thelypteris inaequans (C.Chr.) Lellinger → Amauropelta inaequans (C.Chr.) Salino & T.E.Almeida[13]
- Thelypteris inaequilateralis A.R.Sm. & M.Kessler → Amauropelta inaequilateralis (A.R.Sm. & M.Kessler) Salino & T.E.Almeida[13]
- Thelypteris insignis (Mett.) Ching → Amauropelta insignis (Mett.) Salino & T.E.Almeida[13]
- Thelypteris ireneae (Brade) Lellinger → Amauropelta ireneae (Brade) Salino & T.E.Almeida[13]
- Thelypteris jimenezii (Maxon & C.Chr.) C.F.Reed → Amauropelta jimenezii (Maxon & C.Chr.) Salino & T.E.Almeida[13]
- Thelypteris juergensii (Rosenst.) C.F.Reed → Amauropelta juergensii (Rosenst.) Salino & T.E.Almeida[13]
- Thelypteris jujuyensis de la Sota → Amauropelta jujuyensis (de la Sota) Salino & T.E.Almeida[13]
- Thelypteris laevigata (Mett. ex Kuhn) R.M.Tryon → Amauropelta laevigata (Mett. ex Kuhn) Salino & T.E.Almeida[13]
- Thelypteris leoniae A.R.Sm. → Amauropelta leoniae (A.R.Sm.) Salino & T.E.Almeida[13]
- Thelypteris lepidula (Hieron.) Alston → Amauropelta lepidula (Hieron.) A.R.Sm.[13]
- Thelypteris longicaulis (Baker) C.F.Reed → Amauropelta longicaulis (Baker) Salino & T.E.Almeida[13]
- Thelypteris longipilosa (Sodiro) C.F.Reed → Amauropelta longipilosa (Sodiro) Salino & T.E.Almeida[13]
- Thelypteris longisora A.R.Sm. → Amauropelta longisora (A.R.Sm.) Salino & T.E.Almeida[13]
- Thelypteris loreae A.R.Sm. → Amauropelta loreae (A.R.Sm.) Salino & T.E.Almeida[13]
- Thelypteris loretensis A.R.Sm. → Amauropelta loretensis (A.R.Sm.) Salino & T.E.Almeida[13]
- Thelypteris lumbricoides A.R.Sm. & M.Kessler → Amauropelta lumbricoides (A.R.Sm. & M.Kessler) Salino & T.E.Almeida[13]
- Thelypteris macra A.R.Sm. → Amauropelta macra (A.R.Sm.) Salino & T.E.Almeida[13]
- Thelypteris madidiensis A.R.Sm. & M.Kessler → Amauropelta madidiensis (A.R.Sm. & M.Kessler) Salino & T.E.Almeida[13]
- Thelypteris malangae (C.Chr.) C.V.Morton → Amauropelta malangae (C.Chr.) Salino & T.E.Almeida[13]
- Thelypteris melanochlaena (C.Chr.) C.F.Reed → Amauropelta melanochlaena (C.Chr.) Salino & T.E.Almeida[13]
- Thelypteris mertensioides (C.Chr.) C.F.Reed → Amauropelta mertensioides (C.Chr.) Salino & T.E.Almeida[13]
- Thelypteris metteniana Ching → Amauropelta metteniana (Ching) Salino & T.E.Almeida[13]
- Thelypteris micula A.R.Sm. → Amauropelta micula (A.R.Sm.) Salino & T.E.Almeida[13]
- Thelypteris minima A.R.Sm. & M.Kessler → Amauropelta minima (A.R.Sm. & M.Kessler) Salino & T.E.Almeida[13]
- Thelypteris minutula C.V.Morton → Amauropelta minutula (C.V.Morton) Salino & T.E.Almeida[13]
- Thelypteris mombachensis L.D.Gómez → Amauropelta mombachensis (L.D.Gómez) Salino & T.E.Almeida[13]
- Thelypteris mortonii A.R.Sm. → Amauropelta mortonii (A.R.Sm.) Salino & T.E.Almeida[13]
- Thelypteris mosenii (C.Chr.) C.F.Reed → Amauropelta mosenii (C.Chr.) Salino & T.E.Almeida[13]
- Thelypteris muscicola Proctor → Amauropelta muscicola (Proctor) Salino & T.E.Almeida[13]
- Thelypteris namaphila Proctor → Amauropelta namaphila (Proctor) Salino & T.E.Almeida[13]
- Thelypteris neglecta (Brade & Rosenst.) Ching → Amauropelta neglecta (Brade & Rosenst.) Salino & T.E.Almeida[13]
- Thelypteris negligens (Jenman) Proctor → Amauropelta negligens (Jenman) Salino & T.E.Almeida[13]
- Thelypteris nephelium A.R.Sm. & M.Kessler → Amauropelta nephelium (A.R.Sm. & M.Kessler) Salino & T.E.Almeida[13]
- Thelypteris nitens (Desv.) R.M.Tryon → Amauropelta nitens (Desv.) Salino & T.E.Almeida[13]
- Thelypteris novaena (Brade) Ponce → Amauropelta novaeana (Brade) Salino & T.E.Almeida[13]
- Thelypteris nubicola de la Sota → Amauropelta nubicola (de la Sota) Salino & T.E.Almeida[13]
- Thelypteris nubigena A.R.Sm. → Amauropelta nubigena (A.R.Sm.) Salino & T.E.Almeida[13]
- Thelypteris oaxacana A.R.Sm. → Amauropelta oaxacana (A.R.Sm.) Salino & T.E.Almeida[13]
- Thelypteris ophiorhizoma A.R.Sm. & Lellinger → Amauropelta ophiorhizoma (A.R.Sm. & Lellinger) Salino & T.E.Almeida[13]
- Thelypteris oviedoae C.Sánchez & Zavaro → Amauropelta oviedoae (C.Sánchez & Zavaro) Salino & T.E.Almeida[13]
- Thelypteris pachyrhachis (Kunze ex Mett.) Ching → Amauropelta pachyrhachis (Kunze ex Mett.) Salino & T.E.Almeida[13]
- Thelypteris paleacea A.R.Sm. → Amauropelta paleacea (A.R.Sm.) Salino & T.E.Almeida[13]
- Thelypteris glaziovii (Christ) C.F.Reed → Amauropelta patula (Fée) Salino & T.E.Almeida[13]
- Thelypteris pavoniana (Klotzsch) R.M.Tryon → Amauropelta pavoniana (Klotzsch) Salino & T.E.Almeida[13]
- Thelypteris pelludia A.R.Sm. & M.Kessler → Amauropelta pelludia (A.R.Sm. & M.Kessler) Salino & T.E.Almeida[13]
- Thelypteris peradenia A.R.Sm. → Amauropelta peradenia (A.R.Sm.) A.R.Sm.[13]
- Thelypteris peruviana (Rosenst.) R.M.Tryon → Amauropelta peruviana (Rosenst.) Salino & T.E.Almeida[13]
- Thelypteris phacelothrix (Rosenst.) R.M.Tryon → Amauropelta phacelothrix (Rosenst.) Salino & T.E.Almeida[13]
- Thelypteris physematioides (Kuhn & Christ ex Krug) C.V.Morton → Amauropelta physematioides (Kuhn & Christ ex Krug) Salino & T.E.Almeida[13]
- Thelypteris piedrensis (C.Chr.) C.V.Morton → Amauropelta piedrensis (C.Chr.) Salino & T.E.Almeida[13]
- Thelypteris pilosissima C.V.Morton → Amauropelta pilosissima (C.V.Morton) A.R.Sm.[13]
- Thelypteris pilosohispida (Hook.) Alston → Amauropelta pilosohispida (Hook.) A.R.Sm.[13]
- Thelypteris pleiophylla (Sehnem) Ponce → Amauropelta pleiophylla (Sehnem) Salino & T.E.Almeida[13]
- Thelypteris podotricha (Sehnem) Ponce → Amauropelta podotricha (Sehnem) Salino & T.E.Almeida[13]
- Thelypteris proboscidea A.R.Sm. → Amauropelta proboscidea (A.R.Sm.) Salino & T.E.Almeida[13]
- Thelypteris proctorii A.R.Sm. & Lellinger → Amauropelta proctorii (A.R.Sm. & Lellinger) A.R.Sm.[13]
- Thelypteris ptarmiciformis (C.Chr. & Rosenst. ex Rosenst.) C.F.Reed → Amauropelta ptarmiciformis (C.Chr. & Rosenst. ex Rosenst.) Salino & T.E.Almeida[13]
- Thelypteris pteroidea (Klotzsch) R.M.Tryon → Amauropelta pteroidea (Klotzsch) A.R.Sm.[13]
- Thelypteris pusilla (Mett.) Ching → Amauropelta pusilla (Mett.) A.R.Sm.[13]
- Thelypteris raddii (Rosenst.) Ponce → Amauropelta raddii (Rosenst.) Salino & T.E.Almeida[13]
- Thelypteris randallii Maxon & C.V.Morton ex C.V.Morton → Amauropelta randallii (Maxon & C.V.Morton ex C.V.Morton) Salino & T.E.Almeida[13]
- Thelypteris recumbens (Rosenst.) C.F.Reed → Amauropelta recumbens (Rosenst.) Salino & T.E.Almeida[13]
- Thelypteris ekmanii Lellinger → Amauropelta reducta (C.Chr.) Salino & T.E.Almeida[13]
- Thelypteris regnelliana (C.Chr.) Ponce → Amauropelta regnelliana (C.Chr.) Salino & T.E.Almeida[13]
- Thelypteris retrorsa (Sodiro) A.R.Sm. → Amauropelta retrorsa (Sodiro) Salino & T.E.Almeida[13]
- Thelypteris rheophyta Proctor → Amauropelta rheophyta (Proctor) Salino & T.E.Almeida[13]
- Thelypteris rigescens (Sodiro) A.R.Sm. → Amauropelta rigescens (Sodiro) Salino & T.E.Almeida[13]
- Thelypteris rivularioides (Fée) Abbiatti → Amauropelta rivularioides (Fée) Salino & T.E.Almeida[13]
- Thelypteris roraimensis (Baker) C.F.Reed → Amauropelta roraimensis (Baker) A.R.Sm.[13]
- Thelypteris rosenstockii (C.Chr.) R.M.Tryon → Amauropelta rosenstockii (C.Chr.) Salino & T.E.Almeida[13]
- Thelypteris rosulata A.R.Sm. & M.Kessler → Amauropelta rosulata (A.R.Sm. & M.Kessler) Salino & T.E.Almeida[13]
- Thelypteris rudiformis (C.Chr.) A.R.Sm. → Amauropelta rudiformis (C.Chr.) Salino & T.E.Almeida[13]
- Thelypteris rufa (Poir.) A.R.Sm. → Amauropelta rufa (Poir.) Salino & T.E.Almeida[13]
- Thelypteris ruiziana (Klotzsch) A.R.Sm. → Amauropelta ruiziana (Klotzsch) Salino & T.E.Almeida[13]
- Thelypteris rupestris (Klotzsch) C.F.Reed → Amauropelta rupestris (Klotzsch) A.R.Sm.[13]
- Thelypteris rupicola (C.Chr.) Ching → Amauropelta rupicola (C.Chr.) Salino & T.E.Almeida[13]
- Thelypteris rustica (Fée) Proctor → Amauropelta rustica (Fée) Salino & T.E.Almeida[13]
- Thelypteris sanctae-catharinae (Rosenst.) Ponce → Amauropelta sanctae-catharinae (Rosenst.) Salino & T.E.Almeida[13]
- Thelpyteris saxicola (Sw.) C.F.Reed → Amauropelta saxicola (Sw.) Salino & T.E.Almeida[13]
- Thelypteris scalpturoides (Fée) C.F.Reed → Amauropelta scalpturoides (Fée) Salino & T.E.Almeida[13]
- Thelyteris semilunata (Sodiro) A.R.Sm. → Amauropelta semilunata (Sodiro) Salino & T.E.Almeida[13]
- Thelypteris shaferi (Maxon & C.Chr.) Duek → Amauropelta shaferi (Maxon & C.Chr.) Salino & T.E.Almeida[13]
- Thelypteris soridepressa Salino & V.A.O.Dittrich[17] → Amauropelta soridepressa (Salino & V.A.O.Dittrich) Salino & T.E.Almeida[13]
- Thelypteris steyermarkii A.R.Sm. → Amauropelta steyermarkii (A.R.Sm.) Salino & T.E.Almeida[13]
- Thelypteris stierii (Rosenst.) C.F.Reed → Amauropelta stierii (Rosenst.) Salino & T.E.Almeida[13]
- Thelypteris chimboracensis A.R.Sm. → Amauropelta straminea (Sodiro) Salino & T.E.Almeida[13]
- Thelypteris strigillosa A.R.Sm. & Lellinger → Amauropelta strigillosa (A.R.Sm. & Lellinger) Salino & T.E.Almeida[13]
- Thelypteris struthiopteroides (C.Chr.) C.F.Reed → Amauropelta struthiopteroides (C.Chr.) Salino & T.E.Almeida[13]
- Thelypteris subscandens A.R.Sm. → Amauropelta subscandens (A.R.Sm.) Salino & T.E.Almeida[13]
- Thelypteris subtilis A.R.Sm. → Amauropelta subtilis (A.R.Sm.) Salino & T.E.Almeida[13]
- Thelypteris supina (Sodiro) A.R.Sm. → Amauropelta supina (Sodiro) Salino & T.E.Almeida[13]
- Thelypteris tablana (Christ) A.R.Sm. → AAmauropelta tablana (Christ) Salino & T.E.Almeida[13]
- Thelypteris tamandarei (Rosenst.) Ponce → Amauropelta tamandarei (Rosenst.) Salino & T.E.Almeida[13]
- Thelypteris tapantensis A.R.Sm. & Lellinger → Amauropelta tapantensis (A.R.Sm. & Lellinger) Salino & T.E.Almeida[13]
- Thelypteris tenerrima (Fée) C.F.Reed → Amauropelta tenerrima (Fée) Salino & T.E.Almeida[13]
- Thelypteris trelawniensis Proctor → Amauropelta trelawniensis (Proctor) Salino & T.E.Almeida[13]
- Thelypteris uncinata A.R.Sm. → Amauropelta uncinata (A.R.Sm.) Salino & T.E.Almeida[13]
- Thelypteris vattuonei (Hicken) Abbiatti → Amauropelta vattuonei (Hicken) Salino & T.E.Almeida[13]
- Thelypteris venturae A.R.Sm. → Amauropelta venturae (A.R.Sm.) Salino & T.E.Almeida[13]
- Thelypteris vernicosa A.R.Sm. & Lellinger → Amauropelta vernicosa (A.R.Sm. & Lellinger) Salino & T.E.Almeida[13]
- Thelypteris villana L.D.Gómez → Amauropelta villana (L.D.Gómez) Salino & T.E.Almeida[13]
- Thelypteris yungensis A.R.Sm. & M.Kessler → Amauropelta yungensis (A.R.Sm. & M.Kessler) Salino & T.E.Almeida[13]
- Thelypteris zurquiana A.R.Sm. & Lellinger → Amauropelta zurquiana (A.R.Sm. & Lellinger) Salino & T.E.Almeida[13]